# ناهيكاري غارسيا
ناهيكاري غارسيا بيريز (من مواليد 10 مارس 1997) هي لاعبة كرة قدم إسبانية محترفة تلعب في مركو الهجوم مع نادي الدوري الإسباني الدرجة الأولى نادي أتلتيك بلباو ومنتخب إسبانيا لكرة القدم للسيدات.
بدأت غارسيا مسيرتها الاحترافية مع نادي أنورغا كي كي إي قبل انضمامها إلى ريال سوسيداد عام 2014. وشاركت في أكثر من 200 مباراة، وحققت الرقم القياسي للنادي في تسجيل أكبر عدد من الأهداف في موسم واحد بتسجيلها 16 هدفًا في عام 2016. وخلال فترة لعبها مع فريق ريال سوسيداد للسيدات، رُشحت لجائزة أفضل مهاجمة في الدوري الإسباني، وساهمت في فوز النادي بأول كأس ملكة إسبانيا في تاريخه عام 2019. انضمت إلى ريال مدريد في 01 يوليو 2021 بعد ثماني سنوات قضتها في ريال سوسيداد. عادت غارسيا إلى إقليم الباسك عندما وقّعت عقدًا مع نادي أتلتيك بلباو للسيدات في 22 أغسطس 2023.
على صعيد التمثيل الوطني مثلت إسبانيا في مختلف منتخبات الشباب، ووصلت إلى نهائيات ثلاث بطولات كبرى، وقادت منتخب إسبانيا تحت 19 عامًا قبل ظهورها الأول في منتخب إسبانيا الأول في عام 2018.

## مسيرتها الكروية
بدأت غارسيا لعب كرة القدم في سن التاسعة في سان سيباستيان عندما انضمت إلى برنامج رياضي مع فريقها المحلي في أورنيتا. لكن البرنامج لم يكن يعتمد على كرة القدم فقط، مما دفعها إلى الرحيل والتوقيع مع نادي اتحاد أنورغا الرياضية والثقافية حيث مثلت الفريق لسبع سنوات.

### ريال سوسيداد
خلال فترة الانتقالات الشتوية لموسم 2013–14 أكمل نادي ريال سوسيداد للسيدات التوقيع مع ناهيكاري غارسيا، التي كانت تبلغ من العمر ستة عشر عامًا فقط في ذلك الوقت قادمة من نادي أنيورغا. بعد أيام قليلة من توقيعها مع النادي، شاركت في أول ظهور لها في دوري الدرجة الأولى الإسباني لكرة القدم للسيدات من قبل المدرب أوناي غازبيو ضد نادي ليفانتي. وأنهت ذلك الموسم بأربعة أهداف من تسع مباريات، وأنهت ثاني موسم لها 2014-15 مع ريال سوسيداد بتسعة أهداف في 26 مباراة.
في الموسم التالي 2015–16 سجلت غارسيا رقمًا قياسيًا بلغ 16 هدفًا، وهو أكبر عدد على الإطلاق في موسم واحد للاعب من ريال سوسيداد. تضمنت حصتها هدفًا بارزًا ضد نادي أتلتيك بلباو للسيدات وهاتريك ضد ليفانتي خلال شهر ديسمبر الذي دفع ريال سوسيداد إلى المركز الخامس في الدوري الأسباني، وهو أعلى مركز يحققه النادي منذ تأسيسه في عام 2004. وصل ريال سوسيداد إلى ربع نهائي كأس الملكة لكرة القدم حيث خرج بنتيجة 5-1 عن طريق نادي برشلونة للسيدات، حيث سجلت غارسيا الهدف الوحيد لفريقها. أدى أدائها المتميز طوال الموسم إلى ترشيحها لجائزة أفضل مهاجمة في الموسم بالدوري الإسباني.

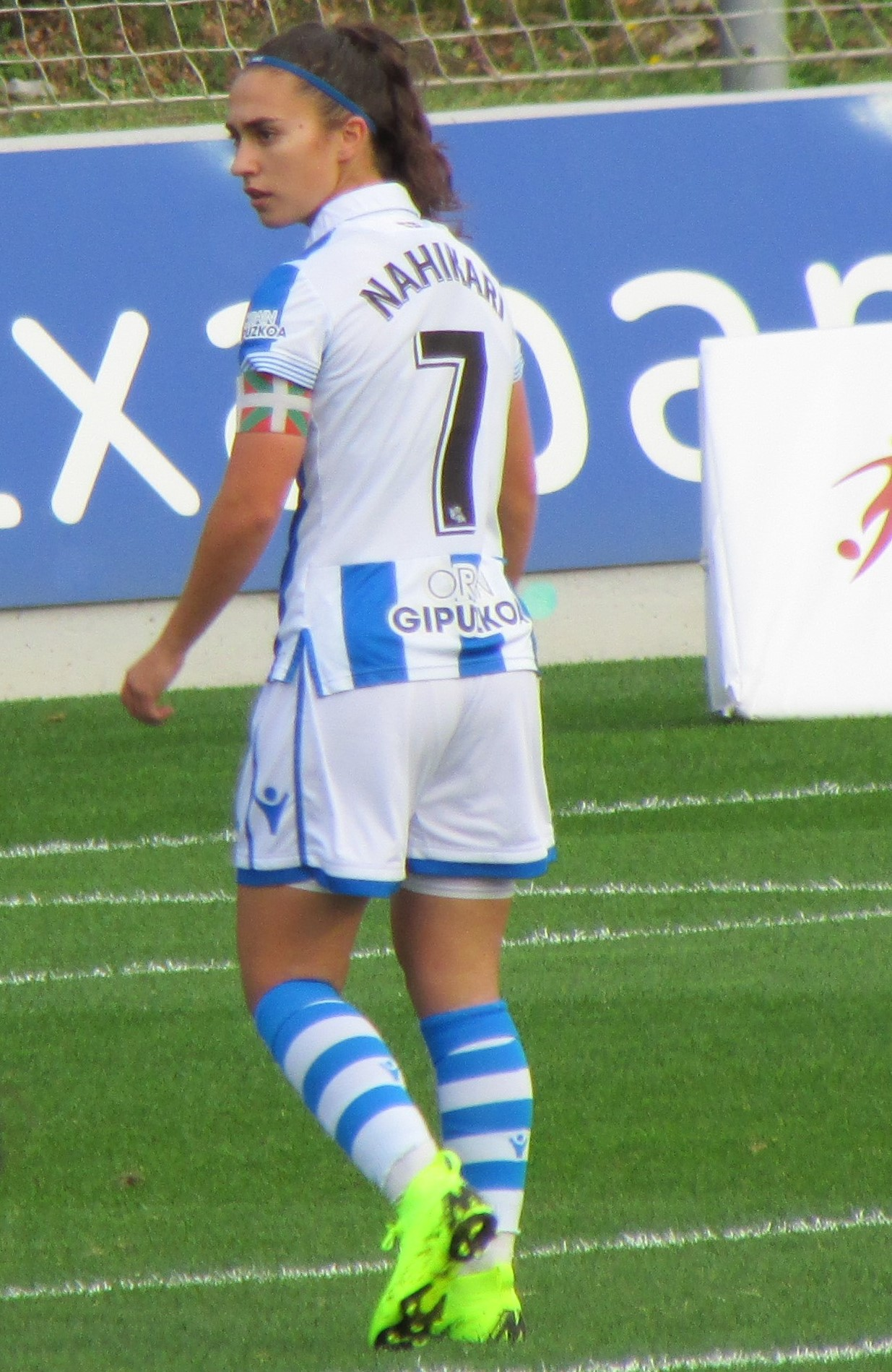
مثلت غارسيا نادي ريال سوسيداد لمدة ثماني سنوات، منذ أن كان عمرها 16 عامًا.

في أوائل سبتمبر 2016، ظهر غارسيا في مقطع فيديو للترويج لموسم 2016–17 إلى جنب مع شارلين كورال، أليكسيا بوتياس، إيرايا إيتوريغي وأماندا سامبيدرو، سجلت أول ثلاثية لها في الموسم في 9 ديسمبر في فوز 4-0 في الدوري على أويارتزون وفي أبريل من العام التالي وقعت عقدًا جديدًا لمدة عامين مع النادي. لم يكن هدف غارسيا في الجولة الأخيرة من الموسم كافيًا لمنع أتليتيك من التتويج بالبطولة، حيث خسر ريال سوسيداد 2-1 أمام منافسه الباسكي المحلي.
عانى ريال سوسيداد خلال النصف الأول من الموسم التالي، وفي نوفمبر، أقال النادي المدرب خوانخو أريجي. سارعت غارسيا إلى رفض الانتقادات الموجهة لمدربها السابق في مقابلة مع صحيفة "موندو ديبورتيفو"، مؤكدةً حزنها لرحيله، وأن اللاعبين يتحملون بعض اللوم. في الشهر التالي، سجلت خمسة أهداف على سرقسطة وفي هذه العملية ساعدت النادي على الابتعاد عن منطقة الهبوط. سجلت في النهاية 17 هدفًا للموسم حيث تحسن أداء الفريق لينهي الموسم في المركز السابع. بعد انتهاء الموسم، أتيحت لها الفرصة للتوقيع مع نادي باريس سان جيرمان الفرنسي، لكنها اختارت البقاء مع ريال سوسيداد ومواصلة دراستها الطبية في إسبانيا.
في 17 فبراير 2019، ساعدت غارسيا زميلته في الفريق كيانا بالاسيوس في فوز ريال سوسيداد 3-1 على إشبيلية، وبذلك ساعد النادي على التأهل إلى نهائي كأس الملكة لأول مرة في تاريخه. أقيمت المباراة النهائية في 11 مايو حيث سجلت غارسيا هدف الفوز في فوز 2-1 على أتلتيكو مدريد ليقود النادي إلى فوزه الأول بالكأس على الإطلاق.

### ريال مدريد
في 1 يوليو 2021، وقع غارسيا مع ريال مدريد.

### أتلتيك بلباو
بعد تسجيلها 11 هدفًا في موسمين مع ريال مدريد، انضم غارسيا إلى نادي أتلتيك بلباو في صفقة انتقال حر حتى عام 2025.

## مسيرتها الدولية
ارتدت ناهيكاري غارسيا القميص رقم 7 مع ناديها ومنتخبها طوال مسيرتها. وتُنسب الفضل في اختيارها لهذا الرقم إلى قائد ريال مدريد ومنتخب إسبانيا السابق راؤول غونزاليس، مشيرةً إلى أسلوب لعبه وعقليته الميدانية كحافزٍ لها.

### منتخبات إسبانيا الوطنية للشباب
كانت أول تجربة لغارسيا مع منتخبات إسبانيا للشباب عندما كانت في الخامسة عشرة من عمرها فقط، عندما تم استدعاؤها لتحل محل لاعبة لم تتمكن من السفر مع منتخب إسبانيا تحت 17 سنة.
في عام 2013، بينما كانت تمثل منتخب إسبانيا تحت 17 سنة، حصلت غارسيا على جائزة الحذاء الذهبي في بطولة أوروبا للسيدات تحت 17 عامًا 2013، لتنهي البطولة كأفضل هدافة واللاعبة الوحيدة التي سجلت أكثر من مرة. خرجت إسبانيا في النهاية من نصف النهائي على يد منتخب السويد لكرة القدم للسيدات تحت 17 عامًا، لكنها أنهت البطولة في المركز الثالث بعد فوزها على منتخب بلجيكا في مباراة تحديد المركز الثالث. وكانت مجددًا جزءًا من تشكيلة بطولة أوروبا للسيدات تحت 17 عامًا 2014، حيث تقدمت إسبانيا خطوة أخرى، وحلت وصيفة لمنتخب ألمانيا لكرة القدم للسيدات تحت 17 عامًا. كانت هذه هي المرة الثانية في نفس العام التي تنهي فيها إسبانيا مسابقة كبرى كوصيفة، بعد خسارتها أمام اليابان في نهائي كأس العالم للسيدات تحت 17 عامًا 2014 في أبريل.
في يوليو 2016، كانت غارسيا هي الممثل الوحيد لنادي ريال سوسيداد في الفريق، قادت منتخب إسبانيا لكرة القدم للسيدات تحت 19 عامًا إلى الميدالية الفضية في بطولة أوروبا لكرة القدم للسيدات تحت 19 عامًا، وخسرت 2-1 في النهائي أمام منتخب فرنسا المضيف. أتيحت لها فرصتان لمعادلة النتيجة لإسبانيا، لكنها وجدت نفسها ضحية أرضية غارقة بالمياه، حيث أهدرت ركلة جزاء في الشوط الأول قبل أن تُهدر فرصة هدف شبه مفتوحة في الوقت بدل الضائع بسبب ظروف الملعب. توقفت المباراة لأكثر من ساعتين بعد نهاية الشوط الأول بسبب سوء الأحوال الجوية، وعند عودة اللاعبين إلى الملعب كانت أجزاء معينة من الملعب مغمورة بالكامل بالمياه. تعرضت غارسيا للسخرية من قبل أقسام كبيرة من وسائل الإعلام بسبب إخفاقها، لكنها تلقت دعمًا هائلاً من قاعدة المعجبين بها، مما دفعها إلى التوجه إلى إنستغرام بعد البطولة لشكر أولئك الذين وقفوا وراءها والفريق. كانت المباراة النهائية هي ظهورها الثالث في نهائي قاري، بعد أن احتلت المركز الثاني في النسخة السابقة من البطولة وكذلك في بطولة أوروبا للسيدات تحت 17 عامًا في عام 2014. السجل هو الذي تشاركه مع زملائها في الفريق أندريا سانشيز فالكون وناريا جاروت.
وفي وقت لاحق من ذلك العام، تم اختيار غارسيا كواحدة من القادة لكأس العالم للسيدات تحت 20 عامًا 2016 التي ستقام في بابوا غينيا الجديدة. شاركت لأول مرة في 13 نوفمبر في المباراة الافتتاحية لإسبانيا في البطولة، وفوزه بنتيجة 5-0 على كندا. سجلت غارسيا هدفها الأول والوحيد في البطولة في 24 نوفمبر لكن خسارة المنتخب بنتيجة 3-2 أمام كوريا الجنوبية والتي شهدت إقصاء إسبانيا في ربع النهائي.

### منتخب إسبانيا الأول
في أغسطس 2018، تم استدعاء غارسيا إلى المنتخب الأول لإسبانيا لأول مرة من قبل المدرب خورخي فيلدا. شاركت لأول مرة في 31 أغسطس وسجلت هدفًا في غضون ثماني دقائق من دخولها كبديلة في الشوط الثاني في وفوز منتهب إسبانيا بنتيجة 5-1 على فنلندا.
في عام 2019، تم استدعاء غارسيا للمشاركة في مسابقة كأس العالم 2019.

## حياتها الشخصية

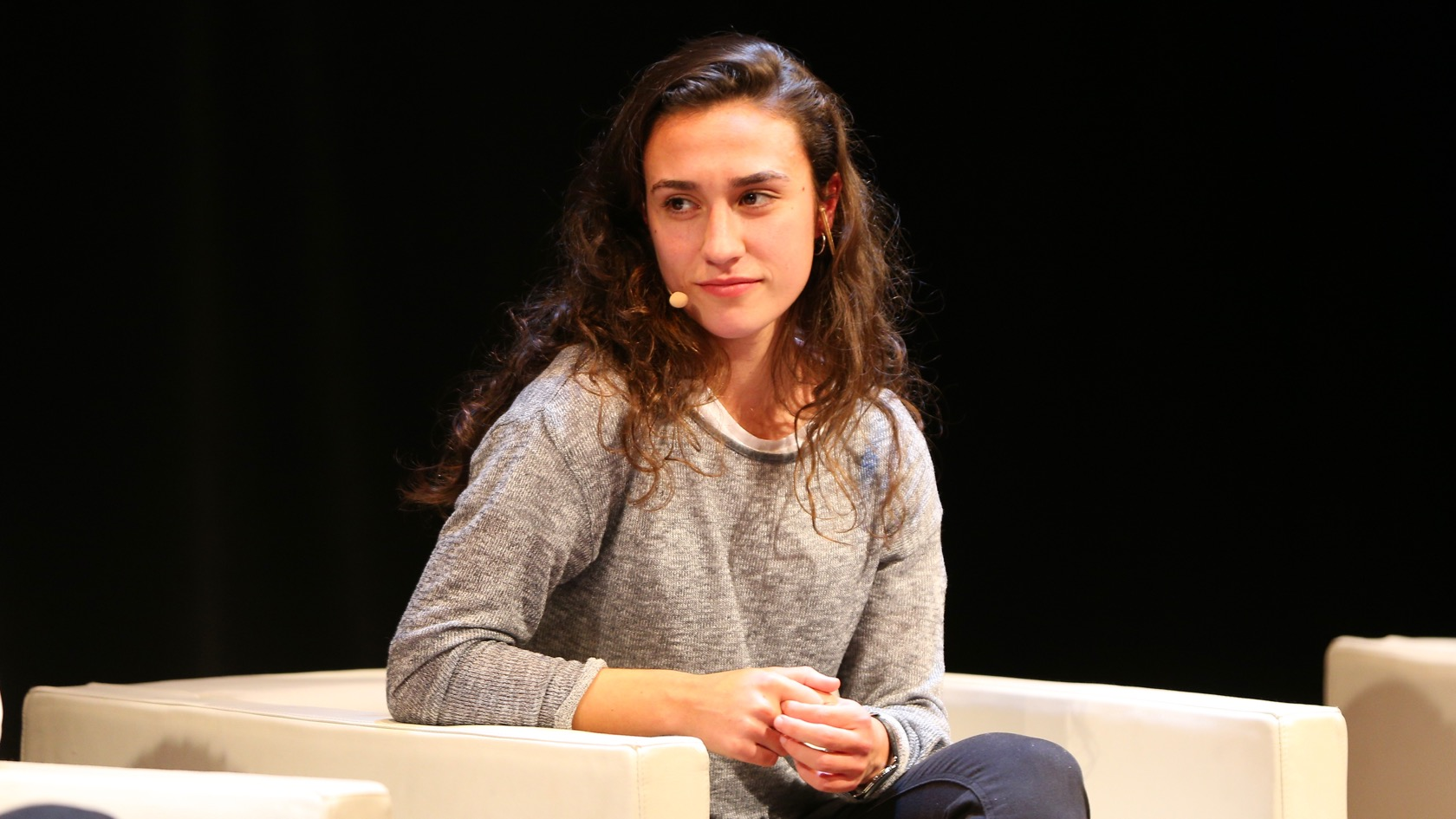
غارسيا خلال مناقشة حول كرة القدم النسائية في عام 2019

الاسم الأول لغارسيا، ناهيكاري، مشتق من أصلها الباسكي ويمثل قيم النبلاء والولاء والذكاء. إلى جانب كرة القدم، درست أيضًا للحصول على شهادة في الطب، وأكملت أول دورة لها في عام 2016. في مقابلة مع صحيفةفي نفس العام، أوضحت أنه على الرغم من أنه كان "جنونًا بعض الشيء" الجمع بين شهادتها وكرة القدم، إلا أنها شعرت أن كرة القدم ساعدتها في دراستها والعكس صحيح.

## إحصائيات

### النادي
| النادي       | الموسم   | الدوري          | الدوري | الدوري  | كأس الملكة | كأس الملكة | كأس السوبر الإسباني | كأس السوبر الإسباني | الإجمالي | الإجمالي |
| النادي       | الموسم   | القسم           | اللعب  | الأهداف | اللعب      | الأهداف    | اللعب               | الأهداف             | اللعب    | الأهداف  |
| ------------ | -------- | --------------- | ------ | ------- | ---------- | ---------- | ------------------- | ------------------- | -------- | -------- |
| ريال سوسيداد | 2013–14  | الدوري الإسباني | 8      | 4       | 1          | 0          | —                   | —                   | 9        | 4        |
| ريال سوسيداد | 2014–15  | الدوري الإسباني | 26     | 9       | —          | —          | —                   | —                   | 26       | 9        |
| ريال سوسيداد | 2015–16  | الدوري الإسباني | 27     | 16      | 1          | 1          | —                   | —                   | 28       | 17       |
| ريال سوسيداد | 2016–17  | الدوري الإسباني | 25     | 15      | 1          | 0          | —                   | —                   | 26       | 15       |
| ريال سوسيداد | 2017–18  | الدوري الإسباني | 30     | 17      | 2          | 1          | —                   | —                   | 32       | 18       |
| ريال سوسيداد | 2018–19  | الدوري الإسباني | 29     | 16      | 4          | 3          | —                   | —                   | 33       | 19       |
| ريال سوسيداد | 2019–20  | الدوري الإسباني | 14     | 11      | 1          | 0          | 2                   | 0                   | 17       | 11       |
| ريال سوسيداد | 2020–21  | الدوري الإسباني | 28     | 11      | 1          | 0          | —                   | —                   | 29       | 11       |
| ريال مدريد   | 2021–22  | الدوري الإسباني | 24     | 4       | 3          | 0          | 1                   | 0                   | 38       | 4        |
| ريال مدريد   | 2022–23  | ليغا إف         | 21     | 7       | 3          | 1          | 1                   | 0                   | 25       | 8        |
| ريال مدريد   | الإجمالي | الإجمالي        | 45     | 11      | 6          | 1          | 2                   | 0                   | 53       | 12       |
| أتلتيك بلباو | 2023–24  | ليغا إف         | 27     | 5       | 4          | 2          | 0                   | 0                   | 31       | 7        |
| إجمالي       | إجمالي   | إجمالي          | 259    | 115     | 21         | 8          | 4                   | 0                   | 294      | 123      |

 آخر تحديث 30 يونيو 2024.

### دولية
| المنتخب الوطني | الموسم  | مباريات ودية | مباريات ودية | مباريات تنافسية | مباريات تنافسية | الإجمالي | الإجمالي | الإجمالي |
| المنتخب الوطني | الموسم  | لعب          | الأهداف      | لعب             | الأهداف         | لعب      | الأهداف  | النسبة   |
| -------------- | ------- | ------------ | ------------ | --------------- | --------------- | -------- | -------- | -------- |
| إسبانيا        | 2018–19 | 8            | 0            | 5               | 1               | 13       | 1        | 0.07     |
| إسبانيا        | 2019–20 | 1            | 0            | 0               | 0               | 1        | 0        | 0        |

 آخر تحديث تاريخ المباراة: 31 أغسطس 2019.

## الإنجازات
ريال سوسيداد
- كأس الملكة: 2018–19

منتخب إسبانيا تحت 17 عامًا
- بطولة أوروبا للسيدات تحت 17 عامًا: 2013، 2014 (المركز الثاني)
- كأس العالم للسيدات تحت 17 عامًا: 2014 (المركز الثاني)

منتخب إسبانيا تحت 19 عامًا
- بطولة أوروبا للسيدات تحت 19 عامًا: 2015، 2016 (المركز الثاني)

جائزة فردية
- بطولة أوروبا للسيدات تحت 17 عامًا: الحذاء الذهبي 2013